# Championnat d'Irlande du Nord de football 1966-1967
Navigation
Édition précédente Édition suivante
Le 65e Championnat d'Irlande du Nord de football se déroule en 1966-1967. Glentoran FC remporte son douzième titre de champion d'Irlande du Nord. Le club de Belfast échoue de peu dans la réalisation du doublé Coupe championnat en perdant 3 buts à 1 la finale de la Coupe d'Irlande du Nord de football contre les Crusaders FC
Linfield FC, le champion en titre, est deuxième, Derry City FC complète le podium. 
Avec 25 buts marqués,  Sammy Pavis de Linfield FC remporte pour la deuxième fois consécutive le titre de meilleur buteur de la compétition.

## Les 12 clubs participants
- Ards FC
- Bangor FC
- Ballymena United
- Cliftonville FC
- Coleraine FC
- Crusaders FC
- Derry City FC
- Distillery FC
- Glenavon FC
- Glentoran FC
- Linfield FC
- Portadown FC

## Compétition

### Classement
Le classement est établi sur le barème de points classique (victoire à 2 points, match nul à 1, défaite à 0).
| Rang | Équipe           | Pts | J  | G  | N | P  | Bp | Bc | Diff |
| ---- | ---------------- | --- | -- | -- | - | -- | -- | -- | ---- |
| 1    | Glentoran FC     | 34  | 22 | 14 | 6 | 2  | 67 | 35 | +32  |
| 2    | Linfield FC      | 33  | 22 | 14 | 5 | 3  | 70 | 37 | +33  |
| 3    | Derry City FC    | 27  | 22 | 11 | 5 | 6  | 51 | 42 | +9   |
| 4    | Coleraine FC     | 25  | 22 | 10 | 5 | 7  | 53 | 42 | +11  |
| 5    | Crusaders FC     | 24  | 22 | 11 | 2 | 9  | 63 | 60 | +3   |
| 6    | Glenavon FC      | 23  | 22 | 9  | 5 | 8  | 50 | 39 | +11  |
| 7    | Ballymena United | 23  | 22 | 9  | 5 | 8  | 54 | 45 | +9   |
| 8    | Ards FC          | 21  | 22 | 7  | 7 | 8  | 37 | 38 | -1   |
| 9    | Portadown FC     | 20  | 22 | 8  | 4 | 10 | 46 | 48 | -2   |
| 10   | Distillery FC    | 17  | 22 | 6  | 5 | 11 | 44 | 53 | -9   |
| 11   | Bangor FC        | 9   | 22 | 3  | 3 | 16 | 35 | 95 | -60  |
| 12   | Cliftonville FC  | 8   | 22 | 2  | 4 | 16 | 23 | 59 | -36  |

|  | Champion d'Irlande du Nord |
|  | Relégation                 |

## Bilan de la saison
| Tableau d'Honneur                         |              |
| Compétition                               | Vainqueur    |
| Championnat d'Irlande du Nord de football | Glentoran FC |
| Coupe d'Irlande du Nord de football       | Crusaders FC |

| Promotions et relégations |       |
| Relégués                  | Aucun |
| Promus                    | Aucun |

## Statistiques

### Meilleur buteur
- Sammy Pavis, Linfield FC 25 buts